# Юзефович Олексій Миколайович
Олексі́й Микола́йович Юзефо́вич (17 серпня 1949 , Гадяч, Полтавська область ) — український диригент. Заслужений діяч мистецтв України (1993).

## Біографічні відомості
1972 року закінчив музично-педагогічний факультет Київського педагогічного інституту (клас Віктора Іконника).
Від 1972 року викладач Богуславського педагогічного училища (місто Богуслав Київської області). Організатор і керівник народної самодіяльної хорової капели. Хорова капела Богуславського педагогічного училища під керівництвом заслуженого діяча мистецтв України Олексія Юзефовича, носить ім'я Олександра Кошиця. Капела, яка широко популяризує його твори — лауреат двох Всеукраїнських конкурсів хорового мистецтва ім. Леонтовича, міжнародних фестивалів української духової музики.

## Інтернет-ресурси
- Хто був і є у місті Гадяч [Архівовано 18 травня 2017 у Wayback Machine.]